# Golub-Dobrzyń (gmina)
Golub-Dobrzyń est une gmina rurale du powiat de Golub-Dobrzyń, Couïavie-Poméranie, dans le centre-nord de la Pologne. Son siège est la ville de Golub-Dobrzyń, bien qu'elle ne fasse pas partie du territoire de la gmina.
La gmina couvre une superficie de 197,45 km2 pour une population de 8 139 habitants.

## Géographie
La gmina est bordée par la ville de Golub-Dobrzyń et les gminy de Bobrowo, Ciechocin, Dębowa Łąka, Kowalewo Pomorskie, Radomin, Wąpielsk et Zbójno.